# Rod Davis
Rod Davis, né le 27 août 1955, est un skipper américain puis néo-zélandais.

## Carrière
Rod Davis participe aux Jeux olympiques de 1984 à Los Angeles pour les États-Unis et remporte la médaille d'or dans l'épreuve du soling. Lors des Jeux olympiques de 1992, il concourt pour la Nouvelle-Zélande et remporte la médaille d'argent dans l'épreuve du Star.